# 羌隆沟墓地
羌隆沟墓地，位于中国青海省兴海县温泉乡南木塘村，为第四批青海省文物保护单位，公布日期为1986年5月27日，类型为古墓葬。
羌隆沟墓地的历史年代为卡约文化。